# Read (Lancashire)
Pour les articles homonymes, voir Read.
Read est un village et une paroisse civile du Lancashire, en Angleterre.